# Lista de episódios de Violetta
Esta é a lista de episódios de Violetta, série de televisão argentina que estreou no Disney Channel América Latina em 2013.
As duas primeiras temporadas foram dublados em 13 idiomas e transmitida em 30 países da América Latina, Europa e Oriente Médio. Eles foram homenageados por prêmios de prestígio, entre os quais o Martín Fierro (Argentina), o Kids Choice Awards (Argentina, México e Brasil), o Music Awards (Internacional) e Gardel Awards (Argentina).

## Resumo
| Temporada | Temporada | Episódios | Episódios | Exibição original      | Exibição original      | Exibição no Brasil     | Exibição no Brasil      | Exibição em Portugal   | Exibição em Portugal    |
| Temporada | Temporada | Episódios | Episódios | Estreia                | Final                  | Estreia                | Final                   | Estreia                | Final                   |
| --------- | --------- | --------- | --------- | ---------------------- | ---------------------- | ---------------------- | ----------------------- | ---------------------- | ----------------------- |
|           | 1         | 80        | 40        | 14 de maio de 2012     | 6 de julho de 2012     | 10 de setembro de 2012 | 2 de novembro de 2012   | 16 de setembro de 2013 | 20 de novembro de 2013  |
|           | 1         | 80        | 40        | 3 de setembro de 2012  | 26 de outubro de 2012  | 7 de janeiro de 2013   | 1 de março de 2013      | 21 de novembro de 2013 | 10 de junho de 2014     |
|           | 2         | 80        | 40        | 29 de abril de 2013    | 21 de junho de 2013    | 19 de agosto de 2013   | 11 de outubro de 2013   | 22 de setembro de 2014 | 27 de novembro de 2014  |
|           | 2         | 80        | 40        | 19 de agosto de 2013   | 11 de outubro de 2013  | 9 de dezembro de 2013  | 28 de fevereiro de 2014 | 1 de dezembro de 2014  | 12 de fevereiro de 2015 |
|           | 3         | 80        | 20        | 28 de julho de 2014    | 22 de agosto de 2014   | 22 de setembro de 2014 | 17 de outubro de 2014   | 4 de maio de 2015      | 3 de junho de 2015      |
|           | 3         | 80        | 20        | 22 de setembro de 2014 | 17 de outubro de 2014  | 17 de novembro de 2014 | 12 de dezembro de 2014  | 8 de junho de 2015     | 22 de outubro de 2015   |
|           | 3         | 80        | 20        | 17 de novembro de 2014 | 12 de dezembro de 2014 | 12 de janeiro de 2015  | 6 de fevereiro de 2015  | 26 de outubro de 2015  | 30 de novembro de 2015  |
|           | 3         | 80        | 20        | 12 de janeiro de 2015  | 6 de fevereiro de 2015 | 9 de março de 2015     | 3 de abril de 2015      | 1 de dezembro de 2015  | 6 de janeiro de 2016    |

## Temporada 1 (2012)
| #                           | Título                                                                     | Estreia América Latina | Estreia Brasil          | Estreia Portugal       |
| Parte 1: Seu Destino é Hoje |                                                                            |                        |                         |                        |
| --------------------------- | -------------------------------------------------------------------------- | ---------------------- | ----------------------- | ---------------------- |
| 1                           | "Um Sonho, uma Canção" "Un Sueño, una Canción"                             | 14 de maio de 2012     | 10 de setembro de 2012  | 16 de setembro de 2013 |
| 2                           | "Um Segredo, uma Canção" "Un Secreto, una Canción"                         | 15 de maio de 2012     | 11 de setembro de 2012  | 17 de setembro de 2013 |
| 3                           | "Queda no Amor, uma Canção" "Enamorarse, una Canción"                      | 16 de maio de 2012     | 12 de setembro de 2012  | 18 de setembro de 2013 |
| 4                           | "Uma Decepção, uma Canção" "Una desilusión, una Canción"                   | 17 de maio de 2012     | 13 de setembro de 2012  | 19 de setembro de 2013 |
| 5                           | "Uma Suspeita, uma Canção" "Una Sospecha, una Canción"                     | 18 de maio de 2012     | 14 de setembro de 2012  | 23 de setembro de 2013 |
| 6                           | "Um Engano, uma Canção" "Un Engaño, una Canción"                           | 21 de maio de 2012     | 17 de setembro de 2012  | 24 de setembro de 2013 |
| 7                           | "Uma Ameaça, uma Canção" "Una Amenaza, una Canción"                        | 22 de maio de 2012     | 18 de setembro de 2012  | 25 de setembro de 2013 |
| 8                           | "Uma Armadilha, uma Canção" "Una Trampa, una Canción"                      | 23 de maio de 2012     | 19 de setembro de 2012  | 26 de setembro de 2013 |
| 9                           | "A Rivalidade, uma Canção" "Una rivalidad, una Cancion"                    | 24 de maio de 2012     | 20 de setembro de 2012  | 30 de setembro de 2013 |
| 10                          | "Uma Chance, uma Canção" "Una oportunidad, una Canción"                    | 25 de maio de 2012     | 21 de setembro de 2012  | 1 de outubro de 2013   |
| 11                          | "Apaixonar-se, uma Canção" "Enamorse, una Canción"                         | 28 de maio de 2012     | 24 de setembro de 2012  | 2 de outubro de 2013   |
| 12                          | "Uma Oportunidade, uma Canção" "Una Oportunidad, una Canción"              | 29 de maio de 2012     | 25 de setembro de 2012  | 3 de outubro de 2013   |
| 13                          | "Uma Suspeita, uma Canção" "Uno de los Sospechosos, una Canción"           | 30 de maio de 2012     | 26 de setembro de 2012  | 7 de outubro de 2013   |
| 14                          | "Outro Segredo, uma Canção" "Otro Secreto, una Canción"                    | 31 de maio de 2012     | 27 de setembro de 2012  | 8 de outubro de 2013   |
| 15                          | "Um Mistério, uma Canção" "Un Misterio, una Canción"                       | 1 de junho de 2012     | 28 de setembro de 2012  | 9 de outubro de 2013   |
| 16                          | "Queda No Amor, uma Canção" "La Caída en el Amor, una Canción"             | 4 de junho de 2012     | 1 de outubro de 2012    | 10 de outubro de 2013  |
| 17                          | "Um Desapontamento, uma Canção" "Una Decepción, una Canción"               | 5 de junho de 2012     | 2 de outubro de 2012    | 14 de outubro de 2013  |
| 18                          | "A paixão, uma Canção" "El Amor, una Canción"                              | 6 de junho de 2012     | 3 de outubro de 2012    | 15 de outubro de 2013  |
| 19                          | "Uma Armadilha, uma Canção" "Una Trampa, una Canción"                      | 7 de junho de 2012     | 4 de outubro de 2012    | 16 de outubro de 2013  |
| 20                          | "Um Desapontamento, uma Canção" "Una Decepción, una Canción"               | 8 de junho de 2012     | 5 de outubro de 2012    | 17 de outubro de 2013  |
| 21                          | "Um Amigo, uma Canção" "Un Amigo, una Canción"                             | 11 de junho de 2012    | 8 de outubro de 2012    | 21 de outubro de 2013  |
| 22                          | "Queda no Amor, uma Canção" "Enamorarse, una Canción"                      | 12 de junho de 2012    | 9 de outubro de 2012    | 22 de outubro de 2013  |
| 23                          | "Apaixonar-se, uma Canção" "Enamorarse, una Canción"                       | 13 de junho de 2012    | 10 de outubro de 2012   | 23 de outubro de 2013  |
| 24                          | "Uma Oportunidade, uma Canção" "Una Oportunidad, una Canción"              | 14 de junho de 2012    | 11 de outubro de 2012   | 24 de outubro de 2013  |
| 25                          | "Queda no Amor, uma Canção" "Enamorarse, una Canción"                      | 15 de junho de 2012    | 12 de outubro de 2012   | 28 de outubro de 2013  |
| 26                          | "Uma Armadilha, uma Canção" "Una Trampa, una Canción"                      | 18 de junho de 2012    | 15 de outubro de 2012   | 29 de outubro de 2013  |
| 27                          | "Uma Decepção, uma Canção" "Una Desilusión, una Canción"                   | 19 de junho de 2012    | 16 de outubro de 2012   | 30 de outubro de 2013  |
| 28                          | "Uma Rivalidade, uma Canção" "Una Rivalidad, una Canción"                  | 20 de junho de 2012    | 17 de outubro de 2012   | 31 de outubro de 2013  |
| 29                          | "Uma Decepção, uma Canção" "Una Desilusión, una Canción"                   | 21 de junho de 2012    | 18 de outubro de 2012   | 4 de novembro de 2013  |
| 30                          | "Uma Ameaça, uma Canção" "Una Amenaza, una Canción"                        | 22 de junho de 2012    | 19 de outubro de 2012   | 5 de novembro de 2013  |
| 31                          | "Uma Rivalidade, uma Canção" "Una Rivalidad, una Canción"                  | 25 de junho de 2012    | 22 de outubro de 2012   | 6 de novembro de 2013  |
| 32                          | "Uma Decepção, uma Canção" "Una Desilusión, una Canción"                   | 26 de junho de 2012    | 23 de outubro de 2012   | 7 de novembro de 2013  |
| 33                          | "Apaixonar-se, uma Canção" "Enamorarse, una Canción"                       | 27 de junho de 2012    | 24 de outubro de 2012   | 11 de novembro de 2013 |
| 34                          | "Um Beijo, uma Canção" "Un Beso, una Canción"                              | 28 de junho de 2012    | 25 de outubro de 2012   | 12 de novembro de 2013 |
| 35                          | "Uma rivalidade, uma Canção" "Una Rivalidad, una Canción"                  | 29 de junho de 2012    | 26 de outubro de 2012   | 13 de novembro de 2013 |
| 36                          | "Um Engano, uma Canção" "Una engaño, una Canción"                          | 2 de julho de 2012     | 29 de outubro de 2012   | 14 de novembro de 2013 |
| 37                          | "Uma Decepção, uma Canção" "Una Desilusión, una Canción"                   | 3 de julho de 2012     | 30 de outubro de 2012   | 18 de novembro de 2013 |
| 38                          | "Uma Desilusão, uma Canção" "Una Desilusión, una Canción"                  | 4 de julho de 2012     | 31 de outubro de 2012   | 19 de novembro de 2013 |
| 39                          | "Uma Ameaça, uma Canção" "Una Amenaza, una Canción"                        | 5 de julho de 2012     | 1 de novembro de 2012   | 20 de novembro de 2013 |
| 40                          | "Uma Oportunidade, uma Canção" "Una Oportunidad, una Canción"              | 6 de julho de 2012     | 2 de novembro de 2012   | 21 de novembro de 2013 |
| Parte 2: Cantar é o que Sou |                                                                            |                        |                         |                        |
| 41                          | "Uma Voz, uma Canção" "Habla Si Puedes"                                    | 03 de Setembro de 2012 | 7 de Janeiro de 2013    | 25 de novembro de 2013 |
| 42                          | "Um Pacto, uma Canção" "Un Pacto, una Canción"                             | 04 de Setembro de 2012 | 8 de Janeiro de 2013    | 4 de abril de 2014     |
| 43                          | "Um Erro, uma Canção" "Un Error, una Canción"                              | 05 de Setembro de 2012 | 9 de Janeiro de 2013    | 7 de abril de 2014     |
| 44                          | "Uma Decisão, uma Canção" "Una Decisión, una Canción"                      | 06 de Setembro de 2012 | 10 de Janeiro de 2013   | 8 de abril de 2014     |
| 45                          | "Um Susto, uma Canção" "Un Susto, una Canción"                             | 07 de Setembro de 2012 | 11 de Janeiro de 2013   | 9 de abril de 2014     |
| 46                          | "Uma Abordagem, uma Canção" "Un Acercamiento, una Canción"                 | 10 de Setembro de 2012 | 14 de Janeiro de 2013   | 10 de abril de 2014    |
| 47                          | "Uma Festa, uma Canção" "Una Fiesta, una Canción"                          | 11 de Setembro de 2012 | 15 de Janeiro de 2013   | 14 de abril de 2014    |
| 48                          | "Uma Revelação, uma Canção" "Una Revelación, una Canción"                  | 12 de Setembro de 2012 | 16 de Janeiro de 2013   | 15 de abril de 2014    |
| 49                          | "Um Alívio, uma Canção" "Un Alivio, una Canción"                           | 13 de Setembro de 2012 | 17 de Janeiro de 2013   | 16 de abril de 2014    |
| 50                          | "Uma Decepção, uma Canção" "Una Decepción, una Canción"                    | 14 de Setembro de 2012 | 18 de Janeiro de 2013   | 17 de abril de 2014    |
| 51                          | "Um Vencedor, uma Canção" "Un Ganador, una Canción"                        | 17 de Setembro de 2012 | 21 de Janeiro de 2013   | 21 de abril de 2014    |
| 52                          | "Um Novo Curso, uma Canção" "Un Nuevo Rumbo, una Canción"                  | 18 de Setembro de 2012 | 22 de Janeiro de 2013   | 22 de abril de 2014    |
| 53                          | "Uma Decepção, uma Canção" "Una Decepción, una Canción"                    | 19 de Setembro de 2012 | 23 de Janeiro de 2013   | 23 de abril de 2014    |
| 54                          | "Uma Conversa, uma Canção" "Una Charla, una Canción"                       | 20 de Setembro de 2012 | 24 de Janeiro de 2013   | 24 de abril de 2014    |
| 55                          | "Uma Ideia Nova, uma Canção" "Una Nueva Idea, una Canción"                 | 21 de Setembro de 2012 | 25 de Janeiro de 2013   | 28 de abril de 2014    |
| 56                          | "Uma Abordagem, uma Canção" "Un Acercamiento, una Canción"                 | 24 de Setembro de 2012 | 28 de Janeiro de 2013   | 29 de abril de 2014    |
| 57                          | "Uma Corrida, uma Canção" "Una Competencia, una Canción"                   | 25 de Setembro de 2012 | 29 de Janeiro de 2013   | 30 de abril de 2014    |
| 58                          | "Um Risco, uma Canção" "Un Riesgo, una Canción"                            | 26 de Setembro de 2012 | 30 de Janeiro de 2013   | 1 de maio de 2014      |
| 59                          | "Uma Ameaça, uma Canção" "Una Amenaza, una Canción"                        | 27 de Setembro de 2012 | 31 de Janeiro de 2013   | 5 de maio de 2014      |
| 60                          | "Um Perigo, uma Canção" "Un Peligro, una Canción"                          | 28 de Setembro de 2012 | 1 de Fevereiro de 2013  | 6 de maio de 2014      |
| 61                          | "Uma Mentira que Cresce, uma Canção" "Una Mentira que Crece, una Canción"  | 01 de Outubro de 2012  | 4 de Fevereiro de 2013  | 7 de maio de 2014      |
| 62                          | "Uma Mentira que Cresce, uma Canção" "Una Mentira que Crece, una Canción"  | 02 de Outubro de 2012  | 5 de Fevereiro de 2013  | 8 de maio de 2014      |
| 63                          | "Um Perigo, uma Canção" "Un Peligro, una Canción"                          | 03 de Outubro de 2012  | 6 de Fevereiro de 2013  | 12 de maio de 2014     |
| 64                          | "O Voto do Público, uma Canção" "El Voto del Público, una Canción"         | 04 de Outubro de 2012  | 7 de Fevereiro de 2013  | 13 de maio de 2014     |
| 65                          | "Uma Vingança, uma Canção" "Una Venganza, una Canción"                     | 05 de Outubro de 2012  | 8 de Fevereiro de 2013  | 14 de maio de 2014     |
| 66                          | "Uma Definição, uma Canção" "Una Definición, una Canción"                  | 08 de Outubro de 2012  | 11 de Fevereiro de 2013 | 15 de maio de 2014     |
| 67                          | "Uma Definição, uma Canção" "Una Definición, una Canción"                  | 09 de Outubro de 2012  | 12 de Fevereiro de 2013 | 19 de maio de 2014     |
| 68                          | "Uma Revelação, uma Canção" "Una Revelación, una Canción"                  | 10 de Outubro de 2012  | 13 de Fevereiro de 2013 | 20 de maio de 2014     |
| 69                          | "Um Final, uma canção" "Una Final, una Canción"                            | 11 de Outubro de 2012  | 14 de Fevereiro de 2013 | 21 de maio de 2014     |
| 70                          | "Um Vencedor, uma Canção" "Un Ganador, una Canción"                        | 12 de Outubro de 2012  | 15 de Fevereiro de 2013 | 22 de maio de 2014     |
| 71                          | "Uma Confissão, uma Canção" "Una Confesión, una Canción"                   | 15 de Outubro de 2012  | 18 de Fevereiro de 2013 | 26 de maio de 2014     |
| 72                          | "Uma Desilusão, uma Canção" "Una desilusión, una canción"                  | 16 de outubro de 2012  | 19 de Fevereiro de 2013 | 27 de maio de 2014     |
| 73                          | "Uma Segunda Chance, uma Canção" "Una segunda chance, una canción"         | 17 de outubro de 2012  | 20 de Fevereiro de 2013 | 28 de maio de 2014     |
| 74                          | "Uma Decisão, uma Canção" "Una decisión, una canción"                      | 18 de outubro de 2012  | 21 de Fevereiro de 2013 | 29 de maio de 2014     |
| 75                          | "Uma Revelação, uma Canção" "Una revelación,una canción"                   | 19 de outubro de 2012  | 22 de Fevereiro de 2013 | 2 de junho de 2014     |
| 76                          | "Uma Decisão Apressada, uma Canção" "Una decisión apresurada, una canción" | 22 de outubro de 2012  | 25 de Fevereiro de 2013 | 3 de junho de 2014     |
| 77                          | "Um Ultimato, uma Canção" "Un ultimátum, una canción"                      | 23 de outubro de 2012  | 26 de Fevereiro de 2013 | 4 de junho de 2014     |
| 78                          | "Uma Decisão Amorosa, uma Canção" "Una decisión amorosa, una canción"      | 24 de outubro de 2012  | 27 de Fevereiro de 2013 | 5 de junho de 2014     |
| 79                          | "Um Perigo, uma Canção" "Un peligro, una canción"                          | 25 de outubro de 2012  | 28 de Fevereiro de 2013 | 9 de junho de 2014     |
| 80                          | "Um Final, uma Canção" "Episodio final de temporada"                       | 26 de outubro de 2012  | 1 de Março de 2013      | 10 de junho de 2014    |

## Temporada 2 (2013)
| #                               | #  | Títulos                                                                         | Estreia América Latina | Estreia Brasil          | Estreia Portugal        |
| ------------------------------- | -- | ------------------------------------------------------------------------------- | ---------------------- | ----------------------- | ----------------------- |
| Parte 1: Tudo Volta a Começar   |    |                                                                                 |                        |                         |                         |
| 81                              | 1  | "Um Retorno, uma Canção" "Un Retorno, una Canción"                              | 29 de Abril de 2013    | 19 de Agosto de 2013    | 22 de Setembro de 2014  |
| 82                              | 2  | "Um Novo Amor, Uma Canção" "Un Nuevo Amor, Una Canción"                         | 30 de Abril de 2013    | 20 de Agosto de 2013    | 23 de Setembro de 2014  |
| 83                              | 3  | "Um Novo Segredo, Uma Canção" "Un Nuevo Secreto, Una Canción"                   | 1 de Maio de 2013      | 21 de Agosto de 2013    | 24 de Setembro de 2014  |
| 84                              | 4  | "Uma Decisão Apressada, Uma Canção" "Una Decisión Apresurada, Una Canción"      | 2 de Maio de 2013      | 22 de Agosto de 2013    | 25 de Setembro de 2014  |
| 85                              | 5  | "Um Pacto, Uma Canção" "Un Pacto, Una Canción"                                  | 3 de Maio de 2013      | 23 de Agosto de 2013    | 29 de Setembro de 2014  |
| 86                              | 6  | "Uma Vingança, Uma Canção" "Una Venganza, Una Canción"                          | 6 de Maio de 2013      | 26 de Agosto de 2013    | 30 de Setembro de 2014  |
| 87                              | 7  | "Uma Voz, Uma Canção" "Una Voz, Una Canción"                                    | 7 de Maio de 2013      | 27 de Agosto de 2013    | 1 de Outubro de 2014    |
| 88                              | 8  | "Um Novo Quarto, Uma Canção" "Una Nueva Sala, Una Canción"                      | 8 de Maio de 2013      | 28 de Agosto de 2013    | 2 de Outubro de 2014    |
| 89                              | 9  | "Uma Festa, Uma Canção" "Una Fiesta, Una Canción"                               | 9 de Maio de 2013      | 29 de Agosto de 2013    | 6 de Outubro de 2014    |
| 90                              | 10 | "Um Risco, Uma Canção" "Un Riesgo, Una Canción"                                 | 10 de Maio de 2013     | 30 de Agosto de 2013    | 7 de Outubro de 2014    |
| 91                              | 11 | "Uma Estrela, Uma Canção" "Una Estrella, Una Canción"                           | 13 de Maio de 2013     | 2 de Setembro de 2013   | 8 de Outubro de 2014    |
| 92                              | 12 | "Um Final, Uma Canção" "Un Final, Una Canción"                                  | 14 de Maio de 2013     | 3 de Setembro de 2013   | 9 de Outubro de 2014    |
| 93                              | 13 | "Uma Guerra, Uma Canção" "Una Guerra, Una Canción"                              | 15 de Maio de 2013     | 4 de Setembro de 2013   | 13 de Outubro de 2014   |
| 94                              | 14 | "Um Retorno, Uma Canção" "Un Retorno, Una Cancion"                              | 16 de Maio de 2013     | 5 de Setembro de 2013   | 14 de Outubro de 2014   |
| 95                              | 15 | "Uma Estrela, Uma Canção" "Una Estrella, Una Cancion"                           | 17 de Maio de 2013     | 6 de Setembro de 2013   | 15 de Outubro de 2014   |
| 96                              | 16 | "Uma Estrela, Uma Canção" "Una Estrella, Una Cancion"                           | 20 de Maio de 2013     | 9 de Setembro de 2013   | 16 de Outubro de 2014   |
| 97                              | 17 | "Uma Vingança, Uma Canção" "Una Venganza, Una Cancion"                          | 21 de Maio de 2013     | 10 de Setembro de 2013  | 20 de Outubro de 2014   |
| 98                              | 18 | "Uma Volta, Uma Canção" "Un Gregorio, Una Cancion"                              | 22 de Maio de 2013     | 11 de Setembro de 2013  | 21 de Outubro de 2014   |
| 99                              | 19 | "Uma Voz, Uma Canção" "Una Voz, Una Cancion"                                    | 23 de Maio de 2013     | 12 de Setembro de 2013  | 22 de Outubro de 2014   |
| 100                             | 20 | "Uma Nova Garota, Uma Canção" "Nuova Chica, Una Cancion"                        | 24 de Maio de 2013     | 13 de Setembro de 2013  | 23 de Outubro de 2014   |
| 101                             | 21 | "Um Amigo, Uma Canção" "Un Amigo, Una Cancion"                                  | 27 de Maio de 2013     | 16 de Setembro de 2013  | 27 de Outubro de 2014   |
| 102                             | 22 | "Uma Armadilha, Uma Canção" "Una Trampa, Una Cancion"                           | 28 de Maio de 2013     | 17 de Setembro de 2013  | 28 de Outubro de 2014   |
| 103                             | 23 | "Uma Desilusão, Uma Canção" "Una Desilusion, Una Cancion"                       | 29 de Maio de 2013     | 18 de Setembro de 2013  | 29 de Outubro de 2014   |
| 104                             | 24 | "Uma Ameaça, Uma Canção" "Una Amenaza, Una Cancion"                             | 30 de Maio de 2013     | 19 de Setembro de 2013  | 30 de Outubro de 2014   |
| 105                             | 25 | "Um Final, Uma Canção" "Un Final, Una Cancion"                                  | 31 de Maio de 2013     | 20 de Setembro de 2013  | 3 de Novembro de 2014   |
| 106                             | 26 | "Um Beijo, Uma Canção" "Un Beso, Una Canción"                                   | 3 de Junho de 2013     | 23 de Setembro de 2013  | 4 de Novembro de 2014   |
| 107                             | 27 | "Uma Noticia, Uma Canção" "Una Noticia, Una Canción"                            | 4 de Junho de 2013     | 24 de Setembro de 2013  | 5 de Novembro de 2014   |
| 108                             | 28 | "Um Novo Amor, Uma Canção" "Un Nuevo Amor, Una Canción"                         | 5 de Junho de 2013     | 25 de Setembro de 2013  | 6 de Novembro de 2014   |
| 109                             | 29 | "Uma Desilusão, Uma Canção" "Una Desilusión, Una Canción"                       | 6 de Junho de 2013     | 26 de Setembro de 2013  | 10 de Novembro de 2014  |
| 110                             | 30 | "Uma Voz, Uma Canção" "Una Voz, Una Canción"                                    | 7 de Junho de 2013     | 27 de Setembro de 2013  | 11 de Novembro de 2014  |
| 111                             | 31 | "Um Amigo, Uma Canção" "Un Amigo, Una Canción"                                  | 10 de Junho de 2013    | 30 de Setembro de 2013  | 12 de Novembro de 2014  |
| 112                             | 32 | "Uma Amizade, Uma Canção" "Una Amistad, Una Canción"                            | 11 de Junho de 2013    | 1 de Outubro de 2013    | 13 de Novembro de 2014  |
| 113                             | 33 | "Uma Decisão Apressada, Uma Canção" "Una Decisión Apresurada, Una Canción"      | 12 de Junho de 2013    | 2 de Outubro de 2013    | 17 de Novembro de 2014  |
| 114                             | 34 | "Uma Desilusão, Uma Canção" "Una Desilucion, Una Canción"                       | 13 de Junho de 2013    | 3 de Outubro de 2013    | 18 de Novembro de 2014  |
| 115                             | 35 | "Um Problema, Uma Canção" "Un Problema, Una Canción"                            | 14 de Junho de 2013    | 4 de Outubro de 2013    | 19 de Novembro de 2014  |
| 116                             | 36 | "Uma Tristeza, Uma Canção" "Una Tristeza, Una Canción"                          | 17 de Junho de 2013    | 7 de Outubro de 2013    | 20 de Novembro de 2014  |
| 117                             | 37 | "Uma Traição, Uma Canção" "Una Traición, Una Canción"                           | 18 de Junho de 2013    | 8 de Outubro de 2013    | 24 de Novembro de 2014  |
| 118                             | 38 | "Uma Notícia, Uma Canção" "Una Noticía, Una Canción"                            | 19 de Junho de 2013    | 9 de Outubro de 2013    | 25 de Novembro de 2014  |
| 119                             | 39 | "Um Beijo, Uma Canção" "Un Beso, Una Canción"                                   | 20 de Junho de 2013    | 10 de Outubro de 2013   | 26 de Novembro de 2014  |
| 120                             | 40 | "Um Final Incerto, Uma Canção" "Un Final Incierto, Una Canción"                 | 21 de Junho de 2013    | 11 de Outubro de 2013   | 27 de Novembro de 2014  |
| Parte 2: Um Sonho a Todo Volume |    |                                                                                 |                        |                         |                         |
| 121                             | 41 | "Uma Voz, Uma Canção" "Una Voz, Una Canción"                                    | 19 de Agosto de 2013   | 9 de Dezembro de 2013   | 1 de Dezembro de 2014   |
| 122                             | 42 | "Uma Oportunidade, Uma Canção" "Una Oportunidad, Una Canción"                   | 20 de Agosto de 2013   | 10 de Dezembro de 2013  | 2 de Dezembro de 2014   |
| 123                             | 43 | "Uma Verdade, Uma Canção" "Una Verdad, Una Canción"                             | 21 de Agosto de 2013   | 11 de Dezembro de 2013  | 3 de Dezembro de 2014   |
| 124                             | 44 | "Uma Armadilha, Uma Canção" "Una Trampa, Una canción"                           | 22 de Agosto de 2013   | 12 de Dezembro de 2013  | 4 de Dezembro de 2014   |
| 125                             | 45 | "Uma Rivalidade, Uma Canção" "Una Rivalidad, Una Canción"                       | 23 de Agosto de 2013   | 13 de Dezembro de 2013  | 8 de Dezembro de 2014   |
| 126                             | 46 | "Um Retorno, Uma Canção" "Un Retorno, Una Canción"                              | 26 de Agosto de 2013   | 16 de Dezembro de 2013  | 9 de Dezembro de 2014   |
| 127                             | 47 | "Uma Desilusão, Uma Canção" "Una Desilusión, Una Canción"                       | 27 de Agosto de 2013   | 17 de Dezembro de 2013  | 10 de Dezembro de 2014  |
| 128                             | 48 | "Um Amigo, Uma Canção" "Un Amigo, Una Canción"                                  | 28 de Agosto de 2013   | 18 de Dezembro de 2013  | 11 de Dezembro de 2014  |
| 129                             | 49 | "Um Novo Segredo, Uma Canção" "Un Nuevo Segredo, Una Canción"                   | 29 de Agosto de 2013   | 19 de Dezembro de 2013  | 15 de Dezembro de 2014  |
| 130                             | 50 | "Uma Surpresa, Uma Canção" "Una Sorpresa, Una Canción"                          | 30 de Agosto de 2013   | 20 de Dezembro de 2013  | 16 de Dezembro de 2014  |
| 131                             | 51 | "Uma Final, Uma Canção" "Una Final, Una Canción"                                | 02 de Setembro de 2013 | 23 de Dezembro de 2013  | 17 de Dezembro de 2014  |
| 132                             | 52 | "Uma Surpresa, Uma Canção" "Una Sorpresa, Una Canción"                          | 03 de Setembro de 2013 | 24 de Dezembro de 2013  | 18 de Dezembro de 2014  |
| 133                             | 53 | "Um Amor, Uma Canção" "Un Amor, Una Canción"                                    | 04 de Setembro de 2013 | 25 de Dezembro de 2013  | 22 de Dezembro de 2014  |
| 134                             | 54 | "Um Beijo, Uma Canção" "Un Beijo, Una Canción"                                  | 05 de Setembro de 2013 | 26 de Dezembro de 2013  | 23 de Dezembro de 2014  |
| 135                             | 55 | "Uma Rivalidade, Uma Canção" "Una Rivalidad, Una Canción"                       | 06 de Setembro de 2013 | 27 de Dezembro de 2013  | 29 de Dezembro de 2014  |
| 136                             | 56 | "Uma Decisão Apressada, Uma Canção" "Una Decisión Apresurada, Una Canción"      | 09 de Setembro de 2013 | 30 de Dezembro de 2013  | 30 de Dezembro de 2014  |
| 137                             | 57 | "Uma Desilusão, Uma Canção" "Una Desilusión, Una Canción"                       | 10 de Setembro de 2013 | 1 de Janeiro de 2014    | 5 de Janeiro de 2015    |
| 138                             | 58 | "Uma Guerra, Uma Canção" "Una Guerra, Una Cancion"                              | 11 de Setembro de 2013 | 1 de Janeiro de 2014    | 6 de Janeiro de 2015    |
| 139                             | 59 | "Um Ganhador, Uma Canção" "Un Ganador, Una Canción"                             | 12 de Setembro de 2013 | 2 de Janeiro de 2014    | 7 de Janeiro de 2015    |
| 140                             | 60 | "Um Segredo Revelado, Uma Canção" "Una Secreto se ha Revelado, Una Canción"     | 13 de Setembro de 2013 | 3 de Janeiro de 2014    | 8 de Janeiro de 2015    |
| 141                             | 61 | "Uma Desilusão , Uma Cançao" "Una Desilusíon , Una Canción"                     | 16 de Setembro de 2013 | 3 de Fevereiro de 2014  | 12 de Janeiro de 2015   |
| 142                             | 62 | "Uma Ameaça, Uma Canção" "Una Amenaza, Una Canción"                             | 17 de Setembro de 2013 | 4 de Fevereiro de 2014  | 13 de Janeiro de 2015   |
| 143                             | 63 | "Uma Desilusão, Uma Canção" "Una Desilusión, Una Canción"                       | 18 de Setembro de 2013 | 5 de Fevereiro de 2014  | 14 de Janeiro de 2015   |
| 144                             | 64 | "Um Retorno, Uma Canção" "Un Retorno, Una Canción"                              | 19 de Setembro de 2013 | 6 de Fevereiro de 2014  | 15 de Janeiro de 2015   |
| 145                             | 65 | "Uma Competição, Uma Canção" "Una Competición, Una Canción"                     | 20 de Setembro de 2013 | 7 de Fevereiro de 2014  | 19 de Janeiro de 2015   |
| 146                             | 66 | "Uma Decisão, Uma Canção" "Una Decisión, Una Canción"                           | 23 de Setembro de 2013 | 10 de Fevereiro de 2014 | 20 de Janeiro de 2015   |
| 147                             | 67 | "Uma Volta, Uma Canção" "Una Vuelta, Una Canción"                               | 24 de Setembro de 2013 | 11 de Fevereiro de 2014 | 21 de Janeiro de 2015   |
| 148                             | 68 | "Uma Desilusão, Uma Canção" "Una Decilusión, Una Canción"                       | 25 de Setembro de 2013 | 12 de Fevereiro de 2014 | 22 de Janeiro de 2015   |
| 149                             | 69 | "Uma Estrela Triste, Uma Canção" "Una estrella Esta Triste, Una Canción"        | 26 de Setembro de 2013 | 13 de Fevereiro de 2014 | 26 de Janeiro de 2015   |
| 150                             | 70 | "Um Ganhador, Uma Canção" "Un Ganador, Una Canción"                             | 27 de Setembro de 2013 | 14 de Fevereiro de 2014 | 27 de Janeiro de 2015   |
| 151                             | 71 | "Uma Viagem Rumo a Espanha, Uma Canção" "Una Viaje Rumbo a España, Una Canción" | 30 de Setembro de 2013 | 17 de Fevereiro de 2014 | 28 de Janeiro de 2015   |
| 152                             | 72 | "Um Problema, Uma Canção" "Un Problema, Una Canción"                            | 1 de Outubro de 2013   | 18 de Fevereiro de 2014 | 29 de Janeiro de 2015   |
| 153                             | 73 | "Uma Suspeita, Uma Canção" "Soy mi mejor momento"                               | 2 de Outubro de 2013   | 19 de Fevereiro de 2014 | 2 de Fevereiro de 2015  |
| 154                             | 74 | "Apaixonar-se, Uma Canção" "Enamorarse, Una Canción"                            | 3 de Outubro de 2013   | 20 de Fevereiro de 2014 | 3 de Fevereiro de 2015  |
| 155                             | 75 | "Um Segredo Revelado, Uma Canção" "Un Segredo se ha Revelado, Una Canción"      | 4 de Outubro de 2013   | 21 de Fevereiro de 2014 | 4 de Fevereiro de 2015  |
| 156                             | 76 | "Uma Desilusão, Uma Canção" "Una Desilusión, Una Canción"                       | 7 de Outubro de 2013   | 24 de Fevereiro de 2014 | 5 de Fevereiro de 2015  |
| 157                             | 77 | "Um Confronto, Uma Canção" "Un Enfrentamiento, una Canción"                     | 8 de Outubro de 2013   | 25 de Fevereiro de 2014 | 9 de Fevereiro de 2015  |
| 158                             | 78 | "Uma Boa Notícia, Uma Canção" "Una Buena Notícia, Una Canción"                  | 9 de Outubro de 2013   | 26 de Fevereiro de 2014 | 10 de Fevereiro de 2015 |
| 159                             | 79 | "Uma Decisão Apressada, Uma Canção" "Una Decisión Apresurada, Una Canción"      | 10 de Outubro de 2013  | 27 de Fevereiro de 2014 | 11 de Fevereiro de 2015 |
| 160                             | 80 | "Um Show Final, Uma Canção" "Un Final, Una Cancion"                             | 11 de Outubro de 2013  | 28 de Fevereiro de 2014 | 12 de Fevereiro de 2015 |

## Temporada 3 (2014-2015)
| #                          | #  | Titulo                                                                                      | Estreia América Latina | Estreia Brasil         | Estreia Portugal       |
| Parte 1: Um Novo Sonho     |    |                                                                                             |                        |                        |                        |
| -------------------------- | -- | ------------------------------------------------------------------------------------------- | ---------------------- | ---------------------- | ---------------------- |
| 161                        | 1  | "Um retorno, uma canção" "Un regreso, una canción"                                          | 28 de julho de 2014    | 22 de setembro de 2014 | 4 de maio de 2015      |
| 162                        | 2  | "Um aniversário, uma canção" "Un cumpleaños, una canción"                                   | 29 de julho de 2014    | 23 de setembro de 2014 | 5 de maio de 2015      |
| 163                        | 3  | "Uma recepção, uma canção" "Una bienvenida, una canción"                                    | 30 de julho de 2014    | 24 de setembro de 2014 | 6 de maio de 2015      |
| 164                        | 4  | "Um romance, uma canção" "Un romance, una canción"                                          | 31 de julho de 2014    | 25 de setembro de 2014 | 7 de maio de 2015      |
| 165                        | 5  | "Uma citação, uma canção" "Una cita, una canción"                                           | 1 de agosto de 2014    | 26 de setembro de 2014 | 11 de maio de 2015     |
| 166                        | 6  | "Uma desilusão, uma canção" "Una desilusión, una canción"                                   | 4 de agosto de 2014    | 29 de setembro de 2014 | 12 de maio de 2015     |
| 167                        | 7  | "Um novo romance, uma canção" "Un nuevo romance, una canción"                               | 5 de agosto de 2014    | 30 de setembro de 2014 | 13 de maio de 2015     |
| 168                        | 8  | "Um problema, uma canção" "Un problema, una canción"                                        | 6 de agosto de 2014    | 1 de outubro de 2014   | 14 de maio de 2015     |
| 169                        | 9  | "Uma rivalidade, uma canção" "Una rivalidad, una canción"                                   | 7 de agosto de 2014    | 2 de outubro de 2014   | 18 de maio de 2015     |
| 170                        | 10 | "Uma inauguração, uma canção" "Una inauguración, una canción"                               | 8 de agosto de 2014    | 3 de outubro de 2014   | 19 de maio de 2015     |
| 171                        | 11 | "Uma decepção, uma canção" "Una decepción, una canción"                                     | 11 de agosto de 2014   | 6 de outubro de 2014   | 20 de maio de 2015     |
| 172                        | 12 | "Uma decisão precipitada, uma canção" "Una decisión apresurada, una canción"                | 12 de agosto de 2014   | 7 de outubro de 2014   | 21 de maio de 2015     |
| 173                        | 13 | "Um romance ruim, uma canção" "Un romance está mal, una canción"                            | 13 de agosto de 2014   | 8 de outubro de 2014   | 25 de maio de 2015     |
| 174                        | 14 | "Um reencontro, uma canção" "Un reencuentro, una canción"                                   | 14 de agosto de 2014   | 9 de outubro de 2014   | 26 de maio de 2015     |
| 175                        | 15 | "Um problema, uma canção" "Un problema, una canción"                                        | 15 de agosto de 2014   | 10 de outubro de 2014  | 27 de maio de 2015     |
| 176                        | 16 | "Uma rivalidade, uma canção" "Una rivalidad, una canción"                                   | 18 de agosto de 2014   | 13 de outubro de 2014  | 28 de maio de 2015     |
| 177                        | 17 | "Uma notícia, uma canção" "Una noticia, una canción"                                        | 19 de agosto de 2014   | 14 de outubro de 2014  | 1 de junho de 2015     |
| 178                        | 18 | "Um confronto, uma canção" "Un enfrentamiento, una canción"                                 | 20 de agosto de 2014   | 15 de outubro de 2014  | 2 de junho de 2015     |
| 179                        | 19 | "Uma conversa, uma canção" "Una charla, una canción"                                        | 21 de agosto de 2014   | 16 de outubro de 2014  | 3 de junho de 2015     |
| 180                        | 20 | "Uma turnê que mudou tudo, uma canção" "Una gira que lo cambió todo, una canción"           | 22 de agosto de 2014   | 17 de outubro de 2014  | 4 de junho de 2015     |
| Parte 2: O Sonho Continua  |    |                                                                                             |                        |                        |                        |
| 181                        | 21 | "Uma morte, uma canção" "Una muerte, una canción"                                           | 22 de setembro de 2014 | 17 de novembro de 2014 | 8 de junho de 2015     |
| 182                        | 22 | "Um casamento, uma canção" "Una boda, una canción"                                          | 23 de setembro de 2014 | 18 de novembro de 2014 | 9 de junho de 2015     |
| 183                        | 23 | "Um reencontro, uma canção" "Un reencuentro, una canción"                                   | 24 de setembro de 2014 | 19 de novembro de 2014 | 10 de junho de 2015    |
| 184                        | 24 | "Um disfarçe, uma canção" "Un disfraz, una canción"                                         | 25 de setembro de 2014 | 20 de novembro de 2014 | 11 de junho de 2015    |
| 185                        | 25 | "Um problema, uma canção" "Un problema, una canción"                                        | 26 de setembro de 2014 | 21 de novembro de 2014 | 28 de setembro de 2015 |
| 186                        | 26 | "Um coração partido, uma canção" "Un desamor, una canción"                                  | 29 de setembro de 2014 | 24 de novembro de 2014 | 29 de setembro de 2015 |
| 187                        | 27 | "Uma união, uma canção" "Una unión, una canción"                                            | 30 de setembro de 2014 | 25 de novembro de 2014 | 30 de setembro de 2015 |
| 188                        | 28 | "Um perigo, uma canção" "Un peligro, una canción"                                           | 1 de outubro de 2014   | 26 de novembro de 2014 | 1 de outubro de 2015   |
| 189                        | 29 | "Uma renúncia, uma canção" "Una renuncia, una canción"                                      | 2 de outubro de 2014   | 27 de novembro de 2014 | 5 de outubro de 2015   |
| 190                        | 30 | "Um casamento, uma canção" "Una boda, una canción"                                          | 3 de outubro de 2014   | 28 de novembro de 2014 | 6 de outubro de 2015   |
| 191                        | 31 | "Uma mentira que cresce, uma canção" "Una mentira que crece, una canción"                   | 6 de outubro de 2014   | 1 de dezembro de 2014  | 7 de outubro de 2015   |
| 192                        | 32 | "Uma decisão, uma canção" "Una decisión, una canción"                                       | 7 de outubro de 2014   | 2 de dezembro de 2014  | 8 de outubro de 2015   |
| 193                        | 33 | "Um amor, uma canção" "Un por amor, una canción"                                            | 8 de outubro de 2014   | 3 de dezembro de 2014  | 12 de outubro de 2015  |
| 194                        | 34 | "Um segredo, uma canção" "Un secreto, una canción"                                          | 9 de outubro de 2014   | 4 de dezembro de 2014  | 13 de outubro de 2015  |
| 195                        | 35 | "Uma mentira descoberta, uma canção" "Una mentira al descubierto, una canción"              | 10 de outubro de 2014  | 5 de dezembro de 2014  | 14 de outubro de 2015  |
| 196                        | 36 | "Uma mentira está por terminar, uma canção" "Una mentira está por terminar, una canción"    | 13 de outubro de 2014  | 8 de dezembro de 2014  | 15 de outubro de 2015  |
| 197                        | 37 | "Um amor está em perigo, uma canção" "Un amor está en peligro, una canción"                 | 14 de outubro de 2014  | 9 de dezembro de 2014  | 19 de outubro de 2015  |
| 198                        | 38 | "Tudo por amor, uma canção" "Todo por un amor, una canción"                                 | 15 de outubro de 2014  | 10 de dezembro de 2014 | 20 de outubro de 2015  |
| 199                        | 39 | "Uma estrela está triste, uma canção" "Una estrella esta triste, una canción"               | 16 de outubro de 2014  | 11 de dezembro de 2014 | 21 de outubro de 2015  |
| 200                        | 40 | "Uma mentira terminada, uma canção" "Una mentira ha terminado, una canción"                 | 17 de outubro de 2014  | 12 de dezembro de 2014 | 22 de outubro de 2015  |
| Parte 3: Gira Minha Canção |    |                                                                                             |                        |                        |                        |
| 201                        | 41 | "Um erro que não tem perdão, uma canção" "Un error que no tiene perdon, una canción"        | 17 de novembro de 2014 | 12 de janeiro de 2015  | 26 de outubro de 2015  |
| 202                        | 42 | "O Amor não está perdido, uma canção" "El amor nose ha perdido, una canción"                | 18 de novembro de 2014 | 13 de janeiro de 2015  | 27 de outubro de 2015  |
| 203                        | 43 | "Um plano para separa-los, uma canção" "Un plan para separarlos, una canción"               | 19 de novembro de 2014 | 14 de janeiro de 2015  | 28 de outubro de 2015  |
| 204                        | 44 | "Um plano prestes a ser conhecido, uma canção" "Un plan esta punto de saberse, una canción" | 20 de novembro de 2014 | 15 de janeiro de 2015  | 29 de outubro de 2015  |
| 205                        | 45 | "Uma relação veio a luz, uma canção" "Una relación salio a la luz, una canción"             | 21 de novembro de 2014 | 16 de janeiro de 2015  | 2 de novembro de 2015  |
| 206                        | 46 | "A amizade está em perigo, uma canção" "Una amistad esta en peligro, una canción"           | 24 de novembro de 2014 | 19 de janeiro de 2015  | 3 de novembro de 2015  |
| 207                        | 47 | "A amizade está em perigo, uma canção" "Una amistad esta en peligro, una canción"           | 25 de novembro de 2014 | 20 de janeiro de 2015  | 4 de novembro de 2015  |
| 208                        | 48 | "Uma verdade, uma canção" "Una verdad, una canción"                                         | 26 de novembro de 2014 | 21 de janeiro de 2015  | 9 de novembro de 2015  |
| 209                        | 49 | "Uma verdade que dói, uma canção" "Una verdad que duele, una canción"                       | 27 de novembro de 2014 | 22 de janeiro de 2015  | 10 de novembro de 2015 |
| 210                        | 50 | "Uma reconciliação, uma canção" "Una reconciliación, una canción"                           | 28 de novembro de 2014 | 23 de janeiro de 2015  | 11 de novembro de 2015 |
| 211                        | 51 | "Um erro, uma canção" "Un error, una canción"                                               | 1 de dezembro de 2014  | 26 de janeiro de 2015  | 12 de novembro de 2015 |
| 212                        | 52 | "Uma verdade, uma canção" "Una verdad, una canción"                                         | 2 de dezembro de 2014  | 27 de janeiro de 2015  | 16 de novembro de 2015 |
| 213                        | 53 | "Uma decisão precipitada, uma canção" "Una decisión apresurada, una canción"                | 3 de dezembro de 2014  | 28 de janeiro de 2015  | 17 de novembro de 2015 |
| 214                        | 54 | "Uma ameaça, uma canção" "Una amenaza, una canción"                                         | 4 de dezembro de 2014  | 29 de janeiro de 2015  | 18 de novembro de 2015 |
| 215                        | 55 | "A verdade veio a tona, uma canção" "Una verdad salio a la luz, una canción"                | 5 de dezembro de 2014  | 30 de janeiro de 2015  | 19 de novembro de 2015 |
| 216                        | 56 | "Um sonho se torna realidade, uma canção" "Un sueño se hace realidad, una canción"          | 8 de dezembro de 2014  | 2 de fevereiro de 2015 | 23 de novembro de 2015 |
| 217                        | 57 | "Uma reunião, uma canção" "Un reencuentro, una canción"                                     | 9 de dezembro de 2014  | 3 de fevereiro de 2015 | 24 de novembro de 2015 |
| 218                        | 58 | "Um amor a se reconciliar, uma canção" "Un amor para conciliar, una canción"                | 10 de dezembro de 2014 | 4 de fevereiro de 2015 | 25 de novembro de 2015 |
| 219                        | 59 | "Uma oportunidade no amor, uma canção" "Una oportunidad en el amor , una canción"           | 11 de dezembro de 2014 | 5 de fevereiro de 2015 | 26 de novembro de 2015 |
| 220                        | 60 | "Uma prova de amor, uma canção" "Una prueba de amor , una canción"                          | 12 de dezembro de 2014 | 6 de fevereiro de 2015 | 30 de novembro de 2015 |
| Parte 4: Crescemos Juntos  |    |                                                                                             |                        |                        |                        |
| 221                        | 61 | "Um amigo, uma canção" "Un amigo, una canción"                                              | 12 de janeiro de 2015  | 9 de março de 2015     | 1 de dezembro de 2015  |
| 222                        | 62 | "A verdade sobre Priscila, uma canção" "La verdad sobre Priscila, una canción"              | 13 de janeiro de 2015  | 10 de março de 2015    | 2 de dezembro de 2015  |
| 223                        | 63 | "Um retorno, uma canção" "Un retorno, una canción"                                          | 14 de janeiro de 2015  | 11 de março de 2015    | 3 de dezembro de 2015  |
| 224                        | 64 | "Uma maneira de escolher, uma canção" "Un camino a elegir, una canción"                     | 15 de janeiro de 2015  | 12 de março de 2015    | 7 de dezembro de 2015  |
| 225                        | 65 | "Uma conclusão, uma canção" "Una conclusión, una canción"                                   | 16 de janeiro de 2015  | 13 de março de 2015    | 8 de dezembro de 2015  |
| 226                        | 66 | "Uma armadilha, uma canção" "Una trampa, una canción"                                       | 19 de janeiro de 2015  | 16 de março de 2015    | 9 de dezembro de 2015  |
| 227                        | 67 | "Um suspeito, uma canção" "Una sospecha, una canción"                                       | 20 de janeiro de 2015  | 17 de março de 2015    | 10 de dezembro de 2015 |
| 228                        | 68 | "A verdade veio à tona, uma canção" "Una verdad salió a la luz, una canción"                | 21 de janeiro de 2015  | 18 de março de 2015    | 14 de dezembro de 2015 |
| 229                        | 69 | "Uma visita, uma canção" "Una visita, una canción"                                          | 22 de janeiro de 2015  | 19 de março de 2015    | 15 de dezembro de 2015 |
| 230                        | 70 | "Uma explicação, uma canção" "Un explicación, una canción"                                  | 23 de janeiro de 2015  | 20 de março de 2015    | 16 de dezembro de 2015 |
| 231                        | 71 | "Uma confissão, uma canção" "Un confesión, una canción"                                     | 26 de janeiro de 2015  | 23 de março de 2015    | 17 de dezembro de 2015 |
| 232                        | 72 | "Uma revelação, uma canção" "Una revelación, una canción"                                   | 27 de janeiro de 2015  | 24 de março de 2015    | 21 de dezembro de 2015 |
| 233                        | 73 | "Um descobrimento, uma canção" "Un descubrimiento, una canción"                             | 28 de janeiro de 2015  | 25 de março de 2015    | 22 de dezembro de 2015 |
| 234                        | 74 | "Uma verdade, uma canção" "Una verdad, una canción"                                         | 29 de janeiro de 2015  | 26 de março de 2015    | 23 de dezembro de 2015 |
| 235                        | 75 | "Uma boa notícia, uma canção" "Una buena noticia, una canción"                              | 30 de janeiro de 2015  | 27 de março de 2015    | 28 de dezembro de 2015 |
| 236                        | 76 | "Uma compreensão, a canção" "Una comprensión, una canción"                                  | 2 de fevereiro de 2015 | 30 de março de 2015    | 29 de dezembro de 2015 |
| 237                        | 77 | "Abraça-me e veja" "Abrázame y verá"                                                        | 3 de fevereiro de 2015 | 31 de março de 2015    | 30 de dezembro de 2015 |
| 238                        | 78 | "Uma viagem, uma canção" "Un viaje, una canción"                                            | 4 de fevereiro de 2015 | 1 de abril de 2015     | 4 de janeiro de 2016   |
| 239                        | 79 | "Um amor verdadeiro, uma canção" "Un amor verdadero, una canción"                           | 5 de fevereiro de 2015 | 2 de abril de 2015     | 5 de janeiro de 2016   |
| 240                        | 80 | "Uma última canção" "Una última canción"                                                    | 6 de fevereiro de 2015 | 3 de abril de 2015     | 6 de janeiro de 2016   |